# 東北工業大学

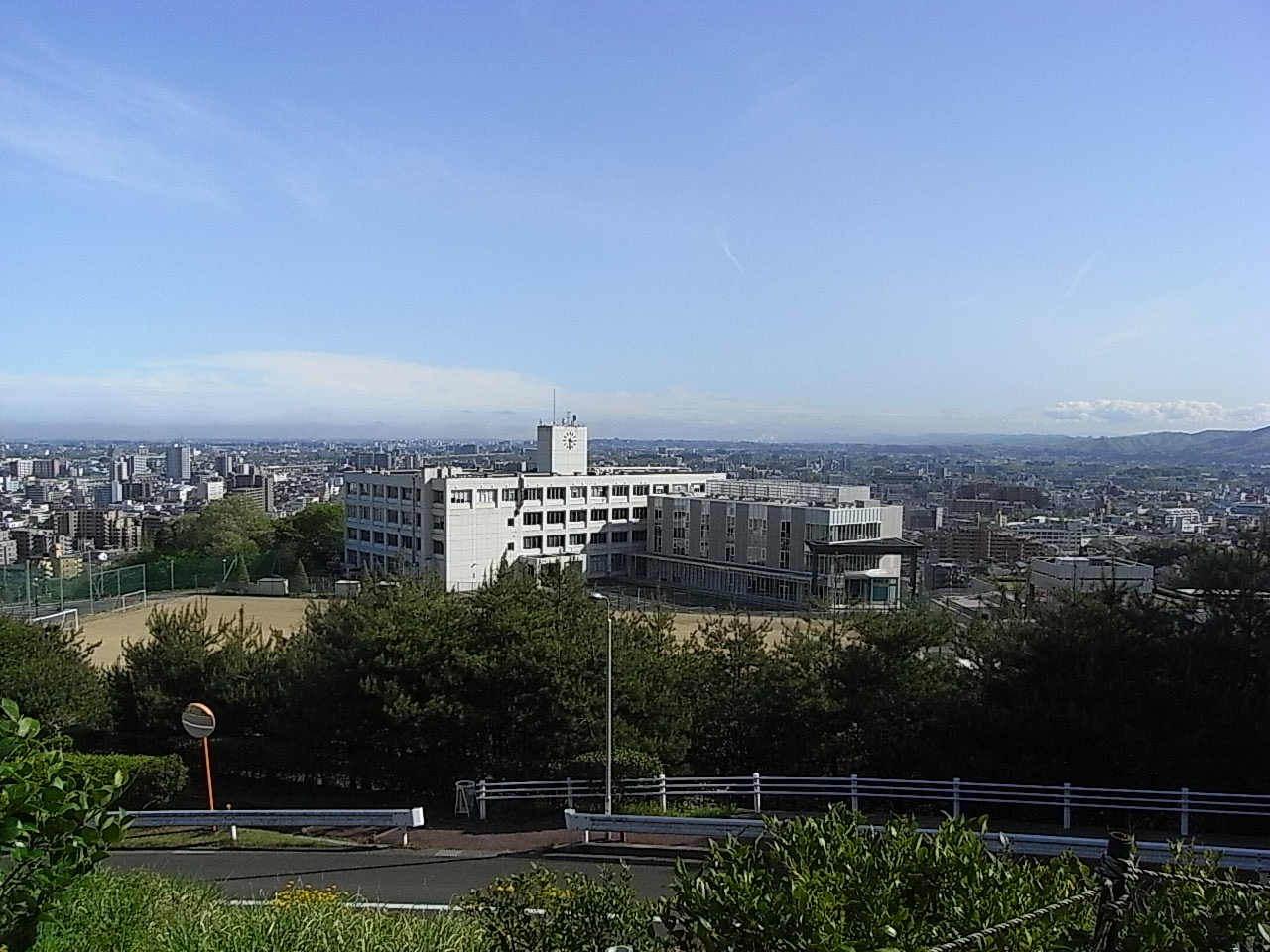
長町キャンパス（2008年5月）

東北工業大学（とうほくこうぎょうだいがく、Tohoku Institute of Technology）は、宮城県仙台市太白区の私立大学。

## 概要

### 大学全体
工学部と建築学部、ライフデザイン学部、大学院を有する私立大学。八木山キャンパス（本部及び主に工学部と建築学部）、長町キャンパス（ライフデザイン学部）の2つのキャンパスを有する。電気系の法人及び郵政互助会（現・郵政福祉）が設立母体。
2003年に環境情報工学科研究棟及び教育棟（現 9・10号館）が新規に建設され、施設が拡充される。当該施設建築は、当大学建築学科の考案した制震構造及び制振デバイスを採用。インテリア設計、ピクトグラムやサインのデザインをデザイン工学科（当時）が担当。
大学補完施設として、統合教育センター、附属図書館、附属工場、ウェルネスセンター、地域連携センター、研究支援センター、情報サービスセンター、技術支援センター、学修支援センターが存在。
1997年設置のハイテク・リサーチ・センターは、文部省（現・文部科学省）の支援を受け新技術の開発研究所として、当時の東北地方で唯一の拠点であった。

### 建学の精神・スローガン・理念・教育方針

#### 建学の精神
わが国、特に東北地方の産業界で指導的役割を担う高度の技術者を養成する

#### 大学スローガン
- 未来のエスキースを描く。(2022年-)
- 創造から統合へ-仙台からの発進(2003年-2021年)

#### 大学の理念
人間・環境を重視した、豊かな生活のための学問を創造し、それらの統合を目指す教育・研究により、持続可能な社会の発展に寄与する

#### 教育方針
専門家として必要な素地、調和のとれた人格、優れた創造力と実行力を備えた人材の育成

## 沿革
- 1960年 学校法人東北電子学院を設立。初代理事長宮本武夫。
- 1961年 東北電子工業高等学校 開校（電子工学科、無線通信科）。
- 1964年 東北工業大学設置認可。
- 1964年 東北工業大学が開学する。工学部電子工学科及び通信工学科開設。
- 1965年 法人名を「学校法人東北工業大学」に変更。
- 1966年 建築学科開設。
- 1967年 土木工学科・工業意匠学科開設。
- 1968年 計算センター新規開設。
- 1982年 情報処理教育センター新規開設。
- 1985年 情報処理技術研究所新規開設。
- 1990年 東北少年院跡地に二ツ沢キャンパスを新規開設。
- 1992年 大学院工学研究科修士課程開設。通信工学専攻・建築学専攻・土木工学専攻開設。
- 1993年 大学院工学研究科修士課程電子工学専攻開設。
- 1994年 大学院工学研究科博士課程を開設する。通信工学専攻・建築学専攻開設。
- 1995年 大学院工学研究科博士課程電子工学専攻・土木工学専攻開設。
- 1997年 東北地方の技術研究の核並びに拠点として、ハイテク・リサーチ・センターを新築。
- 2000年 大学院工学研究科修士課程デザイン工学専攻開設。
- 2001年 環境情報工学科開設。
- 2002年 大学院工学研究科博士課程デザイン工学専攻開設。
- 2003年 大学院工学研究科博士課程環境情報工学専攻開設。香澄町キャンパス9・10号館新築。土木工学科を建設システム工学科に名称変更。工業意匠学科をデザイン工学科に名称変更。
- 2003年  地域交流拠点として仙台市青葉区の市中心部一角に一番町ロビー新規オープン。
- 2004年 通信工学科を情報通信工学科に名称変更。
- 2005年 新技術創造研究センター新規開設。e-ラーニングセンター。
- 2006年 新1号館を建設。
- 2007年 電子工学科を知能エレクトロニクス学科へ名称変更。
- 2008年 工学部デザイン工学科を募集停止し、ライフデザイン学部クリエイティブデザイン学科、安全安心生活デザイン学科、経営コミュニケーション学科を開設。香澄町キャンパスを八木山キャンパスに、二ツ沢キャンパスを長町キャンパスに名称変更。
- 2011年 工学部建設システム工学科を都市マネジメント学科に名称変更。
- 2012年 工学部環境情報工学科を募集停止し、環境エネルギー学科を開設。大学院ライフデザイン学研究科開設。
- 2017年 工学部知能エレクトロニクス学科を電気電子工学科に名称変更。
- 2020年 工学部建築学科を建築学部建築学科として新設。工学部環境エネルギー学科を募集停止し、環境応用化学科を開設。ライフデザイン学部クリエイティブデザイン学科を産業デザイン学科に名称変更。ライフデザイン学部安全安心生活デザイン学科を生活デザイン学科に名称変更[6]。
- 2025年 工学部で課程制を導入予定。 ライフデザイン学部の経営コミュニケーション学科を経営デザイン学科へ名称変更予定

## 教育の特徴
設立は、地方の理系大学としては1964年（昭和39年）と比較的古く、卒業生は東北地方の企業を中心に首都圏、北海道に及ぶ。
各学科で差異はあるものの、1年次より専門科目導入を推進、少人数セミナー形式授業を採用。
1年次前期より教養課程と平行し専門教育課程を順次進めていくことで目的意識喚起を醸成する学習プログラム実施。
入学後に厳しい専門教育を行う。早期より専門教育を実施、欧米型大学に類似の特徴がある。1年次より研究室に配属される学科が存在する。
3、4年進級時に進級認定によって最大約15〜30%の留年生が発生した時代があったが、2019年度では3年次進級不可者は3.0%、4年次進級不可者は2.3%まで減少している。
建築学部、工学部全学科、ライフデザイン学部産業デザイン学科および生活デザイン学科で高等学校「工業」の教育職員免許状が取得可能。また、電気電子工学科・情報通信工学科では高等学校「情報」の教育職員免許状が取得可能。ライフデザイン学部経営コミュニケーション学科では高等学校「商業」の教育職員免許状が取得可能である。
仙台市青葉区に位置する「一番町ロビー」は、地域コミュニティとのインターフェース機能を持つ交流施設である。
当初は、ゆうちょ銀行仙台支店に隣接するニッセイ仙台ビルの1Fのみに所在していたが、現在は同ビルの1Fと4Fに所在。当該施設では、研究活動の一部や企画等を常設展示及び公開をしている。

### 工学部
電気電子工学科では、知能システムコース（ロボティクス系）・知能センシングコース（バイオ・フォトニクス系）・知能デバイスコース（マテリアル系）の3種に大別される。知能システムコース（ロボティクス系）では、ロボット要素技術を中心に習得する。知能センシングコース（バイオ・フォトニクス系）では、磁器等利用デバイス研究やナノプローブ利用装置開発を行っている。知能デバイスコース（マテリアル系）では、LSI、マイコン等エレクトロニクスデバイスの専門的知識及び技術を習得する。また3コースを通じ、フロンティア研究を重視している。例として、心理物理実験による人間音声のスペクトル形状知覚の発見と同知見による人間相互会話による疎通と同等の情報伝達信頼性を有す音声インターフェース開発が列挙される。
情報通信工学科は、北海道・東北唯一の情報通信工学科として、オペレーティングシステムやコンピュータハードウェア・ソフトウェアなどの「情報」と、通信システムや電波工学などの「通信」の両方を学ぶことに特徴がある。2012年度入学生からは、コースによる必修科目の違いはない。2006年度以降入学者については、学科指定科目の基準出席率を達成し履修後、修了認定試験に合格した後、「基本情報処理技術者試験」の午前試験が免除となる。無線従事者規則第３０条に定める無線通信に関する科目を修得して卒業すると国家試験を受けることなく「第二級海上特殊無線技士」「第三級海上特殊無線技士」「第一級陸上特殊無線技士」の免許を受けることができる。また、所定の科目を修得して卒業すると、 卒業の日から３年以内に実施される無線従事者国家試験「第一級陸上無線技術士」を受ける場合、 申請によって 「無線工学の基礎」が免除される。
都市マネジメント学科は、土木分野においてJABEE（日本技術者教育認定機構）の認定を受ける。1年次より研究室でのセミナーを実施。道路実験室が存在する。
環境応用学科は、応用化学分野を活用しながら環境･エネルギー問題を解決するために、新材料開発や評価・製造技術、環境調査･評価技術や環境保全技術を修得する学科である。

### 建築学部
建築学科では12月、学外施設において、有識者（過去の招聘例は、磯崎新、月尾嘉男等建築、都市計画の専門家）を招聘し、講演会を開催。これらは一般市民にも公開。

学生の長所を引き出すSTAC（Student Ability Catalog）を採用。東北の建築を描く展を定期開催。建築学科における建築サポートセンター開設による、建築学科独自の支援体制を強化している。

### ライフデザイン学部
産業デザイン学科は、プロダクトデザイン、インダストリアルデザイン及びウェブデザイン等の工業意匠系専門家の養成学科である。
生活デザイン学科は、家庭生活や地域活動といった身近なところにある問題に対し、分析する知恵や対処する技術を培うことで、より安全で安心、かつ健やかな暮らしを提案する力を養成する学科である。
経営コミュニケーション学科は、組織と地域社会（コミュニティ）において活躍・貢献できる人材の育成を目指す学科である。

## 教育・研究

### 学部
- 工学部（八木山キャンパス）

（2025年度からの予定）
- 電気電子工学課程
- 情報通信工学課程
- 都市工学課程
- 環境応用化学課程

- ライフデザイン学部
  - 経営デザイン学科

（2024年度までの予定）
- 電気電子工学科
- 情報通信工学科
- 都市マネジメント学科
  - エンジニアコース
  - プランナーコース

- 環境応用化学科
  - 応用化学分野
  - 環境学分野

- 建築学部（八木山キャンパス）
  - 建築学科
- ライフデザイン学部（長町キャンパス）
  - 産業デザイン学科
  - 生活デザイン学科
    - くらし系（福祉まちづくり）
    - 住まい系（住環境デザイン）

  - 経営コミュニケーション学科（令和7年度より経営デザイン学科へ名称変更予定）
    - 経営コース
    - コミュニケーションコース

### 大学院
全ての専攻に博士前期・後期課程が設置されている。
- 工学研究科
  - 電子工学専攻
  - 通信工学専攻
  - 建築学専攻（2024年4月募集停止）
  - 土木工学専攻
  - 環境情報工学専攻（2024年4月募集停止）
- 環境応用化学専攻（2024年4月開設）
- ライフデザイン学研究科
  - デザイン工学専攻
- 建築学研究科（2024年4月開設）
  - 建築学専攻

## 付属機関及び施設
- 統合教育センター
- 附属図書館
- 附属工場
- ウェルネスセンター
- 地域連携センター
- 研究支援センター
- 情報サービスセンター
- 技術支援センター
- 学修支援センター

## 大学関係者
- 宮城音五郎（初代学長）
- 虫明康人（第5代学長）
- 岩崎俊一（第6代学長、第6代理事長）
- 沢田康次（第7代学長）
- 阿部仁史（建築学科助教授）

## 学生生活

### スポーツ
- 硬式野球部は仙台六大学野球連盟に加盟。
- 1986年より、毎年8月、北海道工業大学と運動部の定期戦を開催。通算成績は、9勝5敗（第23回大会:2008年実施時点）。
  - 各競技の勝敗をトータルして判定する「総合優勝」は、第10回大会より導入。
  - 2011年は、東北地方太平洋沖地震の影響に伴い中止。代替として、当該大学教職員・学生の激励を目的とした大学訪問を実施、震災関連報告、義援金贈呈等、学生相互の交流が実施される。

### サークル・部活動
- クラブやサークルは、スポーツ関連の他にカート、モーターサイクル、電子技術等、工学系大学特有のクラブが存在。
- 体育会は、運動部、サッカー部や硬式及び準硬式野球部などの他にカート部なども存在する。愛好会は、モーターサイクル愛好会が存在。
- 文化会は、ソフトウェア技術研究会等、工学系大学に即したサークル活動及び愛好会が存在。

### 大学祭
- 大学祭（工大祭）は年に一度開催される。お笑い芸人等を招聘。

## ロケーション
八木山の森林環境に位置する。周辺には、せんだいメディアテーク、宮城県美術館が存在。

### 大学周辺の著名建築及び設計者
- せんだいメディアテーク - 伊東豊雄
- 宮城県図書館 - 原広司・アトリエファイ建築研究所
- 名取市文化会館 - 槇文彦
- ふれあいエスプ - 長谷川逸子
- 宮城県美術館 - 前川國男
- 宮城スタジアム - 阿部仁史・針生承一
- 水の洞窟 運河交流館 - 隈研吾

## その他

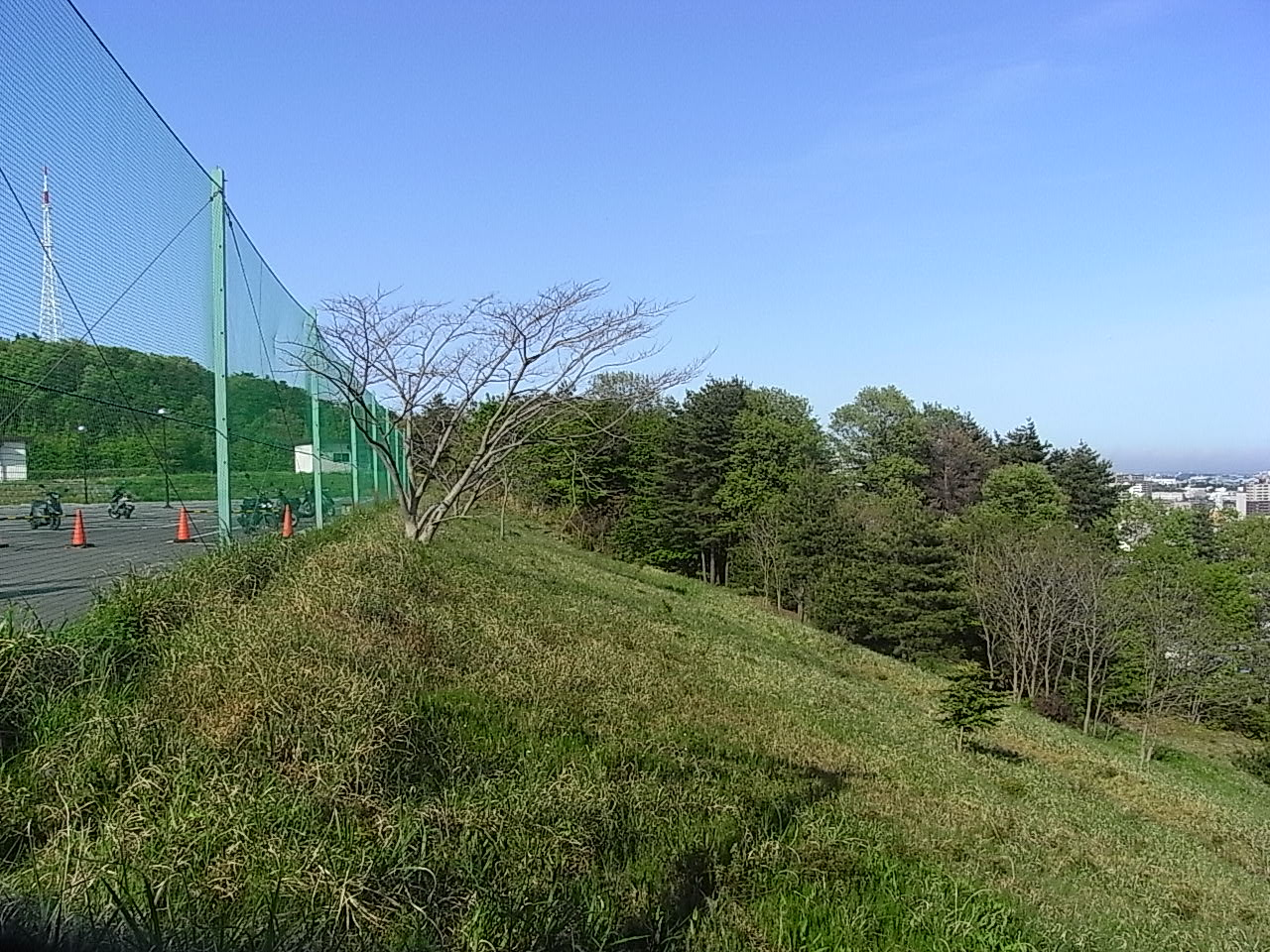
茂ヶ崎横穴墓群

- 茂ヶ崎横穴墓群
1988年。二ツ沢キャンパス（現・長町キャンパス）新設のため駐車場を造成していたところ、茂ヶ崎横穴墓群が発見された。
- 復興大学
復興人材育成教育コース、教育復興支援、地域復興支援ワンストップサービス・プラットフォーム、災害ボランティアステーションの4事業からなる、文部科学省の大学復興センター構想の一つとして承認された災害復興人材の育成機関。迅速な復興へ寄与することを主眼としたもの。従来から存在する学都仙台コンソーシアムの単位互換制度を東日本大震災からの復興を目的とし発展した。
- 父母懇談会
毎年、東北地方を中心に北海道、関東地方において開催。
- 奨学金制度
成績優秀者を優遇する種類のもの、地方公共団体、優秀な学生でかつ経済的理由により学業存続が困難な学生に対し奨学金制度を設置。
郵政互助会が出資したこともあり「郵政互助会教育振興基金奨学生」の制度が利用できた。

## 施設概要とアクセス方法

### 八木山キャンパス
- 仙台市営バス・宮城交通「東北工大八木山キャンパス」下車すぐ。
- 東北自動車道仙台南インターチェンジまたは仙台宮城インターチェンジより車で約30分。

### 長町キャンパス
- 仙台市営バス「茂ヶ崎」または「東北工大長町キャンパス」または「東北工大長町キャンパス入口」下車すぐ。
- 東北自動車道仙台南インターチェンジまたは仙台宮城インターチェンジより車で約30分。

### 一番町ロビー
- 仙台市営バス「一番町・中郵便局前」下車すぐ。
- 仙台市地下鉄東西線青葉通一番町駅下車、徒歩すぐ。

## 系列校
- 仙台城南高等学校

## 対外関係

### 国内学術交流協定締結校
- 学都仙台コンソーシアム
- 復興大学
復興人材育成教育コース、教育復興支援、地域復興支援ワンストップサービス・プラットフォーム、災害ボランティアステーションの4事業。
- 放送大学学園と単位互換協定を結んでおり、放送大学で取得した単位を卒業に要する単位として認定することができる[8]。

### 海外学術交流協定締結校
- イリノイ工科大学（アメリカ合衆国）
- 同済大学外国語学院（中華人民共和国）
- 同済大学土木工程学院（中華人民共和国）
- 広州大学（中華人民共和国）
- 中原大学（台湾）
- 高麗大学校（大韓民国）
- ハノイ工科大学電子通信学部（ベトナム）
- 泰日工業大学（タイ王国）

### 過去に協定締結した海外学術交流協定締結校
- 華南建設学院西院（中華人民共和国）
- ハルビン工業大学（中華人民共和国）
- 長春光学精密機械学院（中華人民共和国）
- 韓瑞大学校（韓国）
- エジプト中央冶金研究開発研究所（エジプト・アラブ共和国）

### 国際交流プロジェクト及び事業関係
- JENESYS2.0
- キズナ強化プロジェクト
- KAKEHASHIプロジェクト
- オーストラリア・ケアンズ：現地におけるプロジェクトワーク
- フィンランド・ラハティ：フィンランドデザイン研修実施

### 国際協定校との共同事業
- 広州大学：環境まちづくり　国際交流セミナー2009＠工大
- 泰日工業大学：モノづくり大学の研究交流：TNIの学内施設及び国立科学技術開発機構研究所（NSTDA）の視察、TNIと本学学生の交流会等、T.I.T.-TNI　国際ジョイントセミナー2010。

### 産学官連携協定及び共同事業
- 文部科学省平成26年度「地（知）の拠点整備事業（大学COC事業）」に選定。
- 仙台市地下鉄東西線のまちづくりの課題解決のため仙台市と連携協定。